# Église du Saint-Sépulcre de Roubaix
L'église du Saint-Sépulcre est une église catholique de Roubaix dans le quartier l’Epeule dans le département du Nord au style architectural légèrement brutaliste. Elle dépend du diocèse de Lille et de la paroisse Bienheureux Charles de Foucauld. Elle se trouve place d'Amiens et elle est desservie par la station de métro Epeule-Montesquieu de la ligne 2,.

## Histoire
Une première et grande église de briques en style romano-byzantin est construite entre 1870-1873, et est érigée en église paroissiale en 1877. Elle dessert à la fin du XIXe siècle plus de douze mille cinq cents paroissiens avec un curé et trois vicaires et compte le couvent des Clarisses sur son territoire ; mais l'église, devenue vétuste, est démolie en 1961. Un accord entre la commune, propriétaire de l'édifice, et l'évêché assure le suivi d'un nouveau lieu de culte qui est bâti entre 1961 et 1962 par les architectes roubaisiens lauréats du concours, Luc Dupire et Marcel Spender (1902-1999). L'église aujourd'hui se trouve dans un quartier à forte mixité ethnique et religieuse. La messe dominicale (anticipée) n'est plus célébrée désormais qu'un samedi soir sur deux.

## Description
L'église du Saint-Sépulcre présente une structure rectangulaire en briques, de plan allongé comme une grande halle. Son toit à longs pans est revêtu d'ardoises. Avant d'entrer dans cette halle, il faut passer par un narthex rectangulaire flanqué d'une chapelle des Morts et d'une chapelle des fonts baptismaux, toutes les deux de plan hexagonal. Cette halle qui sert de nef a une capacité de huit cents places. Derrière l'espace légèrement surélevé qui sert de chœur se trouve une chapelle secondaire pour les offices de semaine qui ouvre légèrement à droite de l'autel. L'édifice est surmonté d'un petit campanile translucide éclairant l'autel. Les murs de côté sont recouverts d'étroits vitraux monochromes (bleus, rouges, jaunes ou transparents) en forme de meurtrières, réalisés par la société Six-Sicot. Un grand vitrail abstrait couvre le milieu de la contre-façade en haut de la tribune, tandis que l'orgue se trouve du côté droit de la tribune.

## Notes et références

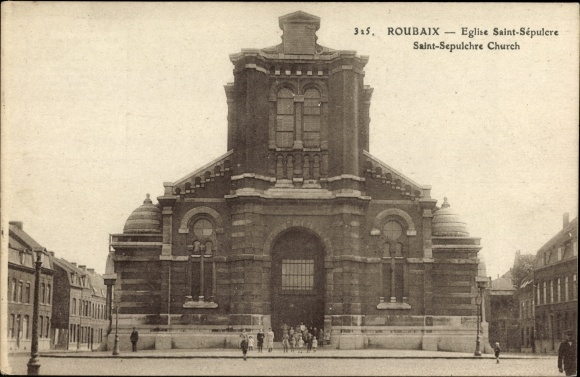
L'ancienne église du Saint-Sépulcre vers 1930.